# Thermobrachium celere
Thermobrachium celere è una specie di batterio appartenente alla famiglia delle Clostridiaceae.